# Dicopia
Dicopia is een geslacht uit de familie Octacnemidae en de orde Phlebobranchia uit de klasse der zakpijpen (Ascidiacea).

## Soorten
- Dicopia antirrhinum Monniot C., 1972
- Dicopia fimbriata Sluiter, 1905
- Dicopia japonica Oka, 1913

Niet geaccepteerde soort:
- Dicopia antirrhynum Monniot C., 1972 → Dicopia antirrhinum Monniot C., 1972